# خوان رامون فيرون
خوان رامون فيرون (بالإسبانية: Juan Ramón Verón) لاعب كرة قدم أرجنتيني ومدرب ولد في 17 مارس 1944. وهو والد لاعب الأرجنتين أيضا خوان سيباستيان فيرون.

## إستوديانتيس
بدا اللعب في نادي إستوديانتيس دي لا بلاتا والذي كان من اقوى الاندية في ذلك الوقت في الارجنتيندنادي
وكان قد سجل هدف الفوز في كأس الانتركونتيننتال 1968 ضد مانشستر يونايتد  وسجل هاتريك اهداف ضد نادي بالميراس في نهائي كاس ليبرتادوريس 1968. 

## روابط خارجية
- خوان رامون فيرون على موقع الاتحاد الأوربي (الإنجليزية)
- خوان رامون فيرون على موقع قاعدة بيانات كرة القدم.إي يو (الإنجليزية)
- خوان رامون فيرون على موقع ناشيونال فوتبول تيمز (الإنجليزية)
- خوان رامون فيرون على موقع Soccerway.com (الإنجليزية)